# Monastère des Amalfitains de l'Athos
Le monastère des Amalfitains (grec moderne : Μονή των Αμαλφηνών ; latin : Monasterium Amalfitanorum) fut le plus important des trois monastères latins connus à l'Athos. Il était situé à mi-chemin entre les monastères de la Grande Laure et de Karakallou.

## Histoire
Il fut fondé au Xe siècle par des moines originaires d'Amalfi en Italie, qui suivaient la règle de saint Benoît et dont la langue liturgique était le latin.
Il resta en activité jusqu'au XIIIe siècle, bien après le schisme de 1054. Il est aujourd'hui en ruine, mais son nom survit en grec sous le terme : Molphinou ou Morphonou.